# كلاوديو موريل
كلاوديو مارسيلو موريل رودريغيز (بالإسبانية: Claudio Marcelo Morel Rodríguez) (مواليد 2 فبراير 1978 في أسونسيون) لاعب كرة قدم باراغواياني يلعب حاليا لصالح نادي ديبورتيفو لاكورونيا الأسباني. .

## مسيرته الكروية
لعب كلاوديو موريل رودريغيز خلال مسيرته الاحترافية مع 5 أندية في سبعة عشر موسمًا وسجل خلالها 4 أهداف ضمن 378 مباراة. ولم يفز بأي موسم بالكأس وفاز في ثلاثة مواسم بالدوري.
خاض كلاوديو موريل رودريغيز مسيرته مع نادي سان لورينزو في موسم 1998–99 ليلعب معه ستة مواسم، مشاركًا في 135 مباراة سجل خلالها هدفين. ثم انتقل إلى نادي بوكا جونيورز في موسم 2004–05 ليلعب معه ستة مواسم، حيث شارك في 145 مباراة سجل خلالها هدفًا واحدًا. لينتقل بعدها إلى نادي ديبورتيفو لاكورونيا في موسم 2010–11 ولمدة موسمين، مشاركًا في 33 مباراة ولم يسجل أي هدف. ثم انتقل إلى نادي إنديبندينتي في موسم 2012–13 ولمدة موسمين، مشاركًا في 51 مباراة سجل خلالها هدفًا واحدًا. هذا وانتقل لاحقًا إلى نادي سول دي أميريكا ما بين عامي 2014 و2015 لمدة موسم واحد، مشاركًا في 14 مباراة ولم يسجل أي هدف.

## روابط خارجية
- كلاوديو موريل رودريغيز على موقع الاتحاد الدولي (مؤرشف)  (الإنجليزية)
- كلاوديو موريل رودريغيز على موقع قاعدة بيانات كرة القدم.إي يو (الإنجليزية)
- كلاوديو موريل رودريغيز على موقع ناشيونال فوتبول تيمز (الإنجليزية)
- كلاوديو موريل رودريغيز على موقع Soccerway.com (الإنجليزية)
- كلاوديو موريل رودريغيز على موقع عالم كرة القدم.نت (الإنجليزية)
- كلاوديو موريل رودريغيز على موقع كووورة